# 関東無宿
『関東無宿』（かんとうむしゅく）は、1963年11月23日に公開された日活制作の任侠映画で、監督は鈴木清順。原作は平林たい子の『地底の歌』で、1956年に日活は主演名和宏、監督野口博志で一度映画化したため、2度目の映画化となった。

## 配役
- 小林旭: 勝田光雄
- 平田大三郎: ダイヤモンドの冬
- 松原智恵子: 伊豆トキ子
- 中原早苗: 山田花子
- 伊藤弘子: 岩田辰子
- 進千賀子: 市川松江
- 野呂圭介: びっくり鉄
- 高品格: 矢上
- 柳瀬志郎: 鬼若の里
- 江角英明: 桂庵の男
- 殿山泰司: 伊豆荘太
- 伊藤雄之助: おかる八
- 安部徹: 吉田大龍

## スタッフ
- 監督 ： 鈴木清順
- 脚本 ： 八木保太郎
- 企画 ： 浅田健三
- 音楽 ： 池田正義
- 美術 :  木村威夫
- 編集 :  鈴木晄

## 同時上映
にっぽん昆虫記